# Bergpoststrasse
Eine Bergpoststrasse ist eine besondere Verkehrsstrasse in der Schweiz. Auf diesen Bergpoststrassen haben Linienbusse immer Vortritt und dürfen dort das Dreiklanghorn verwenden.
Das Dreiklanghorn wird im Linienverkehr auf Bergpoststrassen zur Signalgebung oder Warnung, z. B. vor unübersichtlichen Kurven, benutzt; auch Busse anderer konzessionierter Unternehmen dürfen es für diesen Zweck verwenden. Im Dreiklanghorn lebt die Tradition des Posthorns weiter. Die Postautos und anderen Busse auf Bergpoststrassen sind neben Polizei- und Rettungsfahrzeugen die einzigen Motorfahrzeuge in der Schweiz, für die Mehrklanghörner zugelassen sind.

## Geschichte

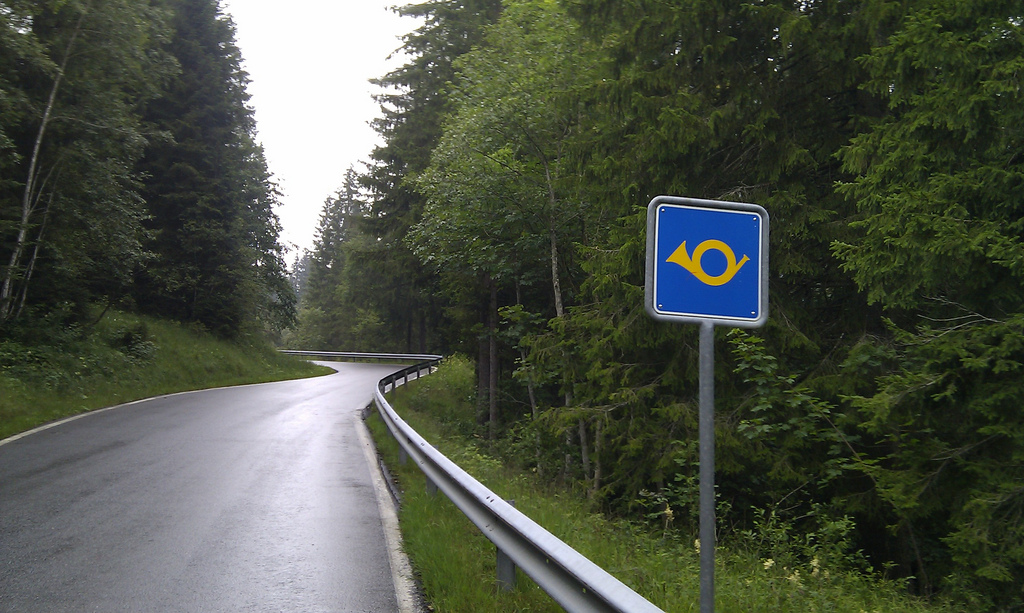
Bergpoststrasse bei Oberiberg

Bis im Jahr 1921 waren Autopostlinien über die Pässe Simplon, Grimsel, Furka, Bernardino und Oberalp eröffnet worden. Das Dreiklanghorn ertönte 1923 erstmals auf den Bergpoststrassen. 39 Gebirgsstrassen wurden bis 1927 zu Bergpoststrassen erklärt.
Die Anzahl Bergpoststrassen verringert sich aufgrund von Ausbauten der Strassen, so wurden die Schilder am Malojapass Anfang der 2000er-Jahre entfernt. Deren Anzahl ist aufgrund der lokalen Zuständigkeit nicht bekannt, in den frühen 90er-Jahren sollen es 119 gewesen sein. Teils erfolgte aber auch die Aufnahme neuer Verbindungen. 16 Kantone der Schweiz verfügen über keine Bergpoststrecken.
Die Postautos feierten am 17. Juli 2024 das Hundertjährige Bestehen des Posthorns. Viele der 700 mit dem Dreiklanghorn ausgerüstete Postautos in den Gebirgsregionen liessen schweizweit gleichzeitig ihre Posthörner erklingen. Ausnahmsweise erklang der Dreiklang auch entgegen der Vorschriften ausserhalb von Bergpoststrassen und innerhalb von Ortschaften.

## Rechtliches
„Das Signal «Bergpoststrasse» (4.05) kennzeichnet Strassen, auf denen der Führer bei schwierigem Kreuzen und Überholen die Zeichen und Weisungen der Führer von Fahrzeugen im öffentlichen Linienverkehr beachten muss (Art. 38 Abs. 3 VRV). Wo diese Pflicht aufhört, steht das Signal «Ende der Bergpoststrasse» (4.06).“

## Bergpoststrassen (Auswahl)
- Ilanz: Ruschein – Ladir
- Schwarzwaldalp: Scheideggstrasse (Bergpoststrasse Rosenlauital – Scheidegg – Grindelwald) Meiringen/Willigen
- Flüelapass
- Pfäffikon SZ – Feusisberg Luegeten